# Мінська ратуша

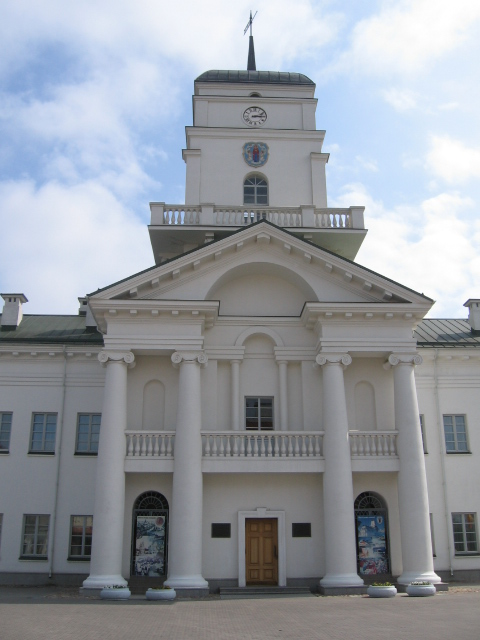
Мінська міська ратуша

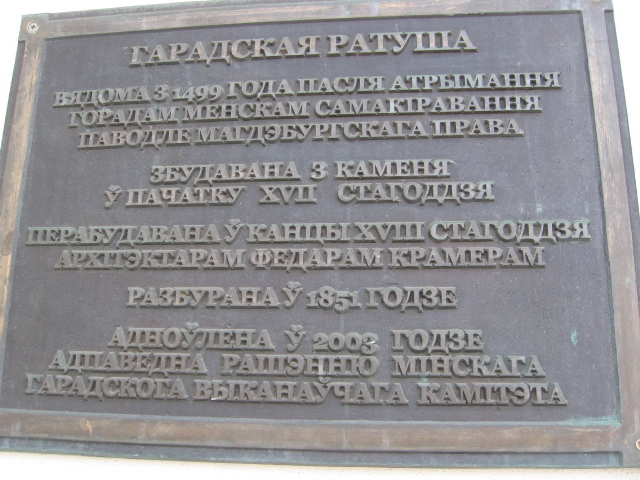
Пам'ятна табличка на ратуші

Мінська міська ратуша (біл. Менская ратуша) — адміністративний будинок в центральній частині Мінська, на Високому ринку збудований в 1600 році. До скасування російською владою Магдебурзького права для Мінська (14 травня 1795) в ратуші проходили засідання органу міського самоврядування — магістрату або ради, в будівлі зберігалися еталони одиниць ваги та об'єму. На ратушній вежі знаходився перший міський годинник.
Зараз використовується в основному для прийому почесних гостей. На 32-метровій вежі з флюгером встановлено годинник і герб міста. Куранти на вежі Мінської ратуші щогодини протягом 19 секунд відбивають мелодію приспіву «Пісні про Мінськ» (музика Ігоря Лученка).

## Історія

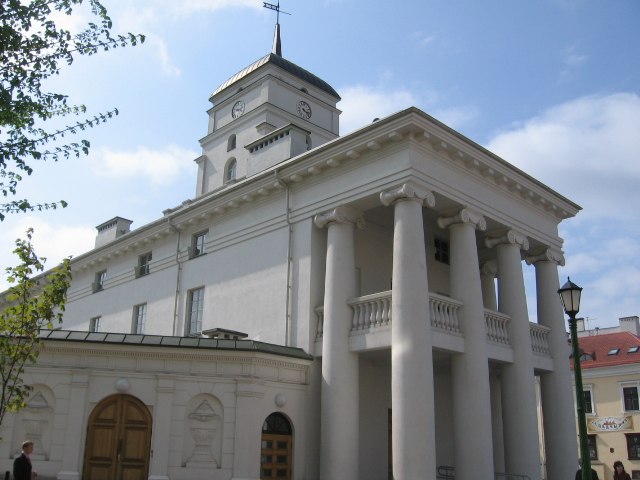
Вид позаду

Про необхідність побудувати ратушу вперше повідомляється в привілеї (дозволі) на магдебурзьке право, виданому Мінську великим князем Олександром 14 березня 1499 року. Не відомо точне місце розташування будівлі, в якому в цей час проходили засідання магістрату.
У наступних привілеях від 1552 і 1569 років знову згадується про необхідність зведення ратуші. Вперше Мінська ратуша згадується  в документі від 1582 року, де повідомляється, що підданого маєтку Городець посадили в темницю, що розташовувалася в ратуші. Однак в 1591 році місто отримало широкі привілеї на «…ратушу, що її тепер збудувати хочуть…»
Наприкінці XVI ст. зустрічаються відомості про ратушу як спорудження, що розташовувалася на площі Високий Ринок. У 1640 році пожежа сильно пошкодила будівлю, значної шкоди ратуші також завдали московські окупанти.
Відновлена в післявоєнний час, ратуша, мабуть, мала досить чітке архітектурне обличчя. Чеський мандрівник Бергард Танер, який в 1678 році відвідав Мінськ, писав: «Головна прикраса площі — ратуша, що стоїть в центрі, оточена безліччю крамниць». У 1744 році будівлю перебудували в стилі бароко під керівництвом мінського війта Станіслава Буржинського. Існують відомості, що в кінці XVIII в. при ратуші діяла аптека.
Після другого поділу Речі Посполитої (1793) ратушу перебудували в стилі класицизму (архітектор Ф. Крамер). Креслення головного фасаду будівлі були наведені в «Атласі Мінської губернії». У будівлі ратуші перебували магістрат, суд, гауптвахта, городовий, поліція та архів. 
 Наступну реконструкцію ратуші (архітектор М. Чаховський) провели в 1819 році, коли до її південно-східного фасаду прибудували оригінальну огорожу, прикрашену ліпним декором і мальовничими композиціями. У 1830-х роках в будівлі розміщувалася музична школа. У 1847 році зал, що знаходилася на другому поверсі ратуші, реконструювали під міський театр (архітектор К. Хршчанович, оформлення інтер'єру художника Я. Кураткевича).
У 1830-х рр. при ратуші діяла музична школа. У 1844 році приміщення пристосоване під театр, що працював в 1844—1851 рр. Тут показувалися драматичні і музичні вистави російською, польською та українською постійних міських антреприз Я. Хелмиковского, В. Вержбицького, В. Дроздовського. У листопаді 1848 р. тут вперше в Білорусі поставлена п'єса М. Гоголя «Ревізор». Фоє, зал та ложа театру були розписані міським декоратором В. Кураткевичем.
У сквері, прилеглому до ратуші, свого часу стояв пам'ятник Олександру II, встановлений в січні 1901 р. (демонтований після революції 1917 р.).
У 1851 році російський цар Микола I ухвалив знести будівлю Мінської ратуші, що було зроблено в 1857 році. Разом з ратушею знищили сквер та вирубали столітні пірамідальні тополі. Сквер відновили тільки в кінці XIX ст. За спогадами очевидців, ратушу зруйнували з тієї причини, що «… вона своїм існуванням нагадувала жителям про звичаї минулого часу, про Магдебурзьке право …».

### Відновлення
Ідея відновлення ратуші з'явилася в 1980 році. Проект відновлення історико-культурної цінності заснований на наукових дослідженнях: на вивченні автентичних креслень, малюнків, документів, знайдених в архівах Вільнюса, Варшави, Санкт-Петербурга, Москви. Результати археологічних розкопок 1978 і 1988 роках істотно доповнили відомості про знищену пам'ятку архітектури.
У 2002 році на визначеному за даними археологічних розкопок місці розпочалися роботи з відновлення пам'ятки архітектури. Роботи вели будівельний трест № 1 та ВАТ «Старий Мінськ», архітектор Сергій Багласов; в ході робіт використовувалися білоруські матеріали. Внутрішнє планування будівлі не скопійовано повністю, однак в процесі відновлення постаралися зберегти її найбільш цінні елементи. Товщина стін, як і у колишнього будови, півметрова.
Будівля була здана в експлуатацію в кінці 2003 року. У лютому 2004 року ратуша була відкрита для відвідувачів, а 4 листопада 2004 року відбулося її урочисте відкриття.

## Архітектура
Мала вигляд типової для білоруських ратуш XVII—XVIII століть — конструкція 2-поверхового витягнутого будинку з вежею, яка виступала в центрі за лінію головного фасаду. Аналогічні типи ратуш були в Могильові і Вітебську. Мінська ратушна вежа прямокутна, 3-ярусна. На початку XVIII ст. дах, мабуть, був більш похилим.
За перебудови архітектора Ф. Крамера в кін. XVIII ст. ратуша набула рис класицизму. Двоповерхова прямокутна  будівля з пологим дахом. Центральна частина симетричного по композиції головного фасаду виділялася ризалітом з 3-маршовими сходами, і  четвериковою вежею, завершеною накритою напівсферичним куполом зі шпилем  і флюгером. Ризаліт і торці були оформлені 4-колонними іонічними портиками, що мали по 2 додаткові колони. На рівні 2-го поверху на місці портика знаходився балкон.

## Археологія
У ході археологічних розкопок останньої третини XX століття були виявлені фундамент, частина стін, постамент від портика головного фасаду, що достовірно виявило місце розташування ратуші і її натуральні розміри. Знахідки з культурного шару становили кахлі, фрагменти посуду, черепиця. Були знайдені мушкетні кулі і кілька кам'яних і залізних ядер: це може бути пояснено тим фактом, що в будівлі ратуші засідав суд, який розглядав цивільні і кримінальні справи. Фрагмент підлоги, викладений бруківкою, дає підстави вважати, що саме там знаходилась гауптвахта. Були знайдені фрагменти печі XVII ст., прикрашеної кахлем з рослинним орнаментом. Встановлено, що стіни будівлі були зведені на порожньому місці, з використанням техніки змішаної кладки. Вікна були засклені круглим зеленим склом і вставлені в металеві палітурки, дах покривала плоска черепиця, пізніше замінена на хвилясту.
У 1998 році проводилися ґрунтовні археологічні дослідження під керівництвом кандидата історичних наук В. Собаля. З'ясувалося, що будівля ратуші почали будувати в кінці XVI ст. на порожньому місці, де раніше не було забудов. Стіни будівлі зводили в техніці змішаної кладки. Підлога в низових приміщеннях була з прямокутної керамічної плитки. Стіни внутрішніх приміщень були поштукатурені. У центрі будівлі знайшли останки димоходу, який прикрашав кахель з рослинним орнаментом. Вікна були засклені круглими скельцями з зеленого скла, яке вставлялося в металеві палітурки. Весь час свого існування будівля була покрита черепицею.

## Сучасна Мінська ратуша
Сьогодні на першому поверсі будівлі розміщені виставкові зали для експозиції музею Мінська. У великому експозиційному залі встановлено макет історичного центру Мінська початку XIX ст. під скляним куполом. На другому поверсі ратуші, де колись розташовувався магістрат, розташовується зал для прийому почесних гостей і наради. Прилягає до будівлі сквер також був реконструйований: він набув вигляду, який мав на початку XX ст., за виключенням відсутнього пам'ятника Олександру II, який був знесений під час революції. Сквер перетинається двома овальними алеями, уздовж яких висаджені пірамідальні тополі, по його периметру стоять чавунні ліхтарі, лавки в ретро стилі, є пішохідні доріжки.
На башті з флюгером заввишки 32 метри встановлені годинник і герб міста. Щогодини куранти відбивають фрагмент мелодії (19 секунд приспіву) з «Пісні про Мінськ» композитора Ігоря Лученка.
Тут проходять різні заходи столиці. У ратуші відкриваються Дні міста, а на самому святі біля її стін виступають музичні колективи, приймаються почесні гості столиці